# El puente de Remagen
El puente de Remagen (título original: The Bridge at Remagen) es una película bélica de 1969 dirigida por John Guillermin y protagonizado por George Segal, Robert Vaughn y Ben Gazzara. 
Está basada en la novela de 1957 The Bridge at Remagen de Kenneth William Hechler. También está basada en el hecho real de la captura del puente de Remagen el 7 de marzo de 1945 durante la Segunda Guerra Mundial.

## Argumento
El puente de Ludendorff en Remagen es el último tramo restante para atravesar el Rin en Alemania durante los últimos días de la Segunda Guerra Mundial. Un día, el general alemán von Brock recibe la orden de volar el puente antes de que pueda caer en manos del ejército estadounidense. Sin embargo, el general se niega a cumplir las órdenes, ya que eso significaría abandonar a más de 50.000 soldados alemanes a manos del ejército aliado, que está avanzando. Por ello, von Brock decide poner al mayor Kreuger Paul al mando del puente con la misión de conservarlo todo lo que sea posible.
Mientras tanto, en el ejército estadounidense, el general de brigada Skinner está tratando de dar caza a los alemanes que están en retirada en dirección al Rin. Sólo es cuestión de tiempo que todos confluyan en el puente de Remagen y que tenga lugar una batalla decisiva, en la que los aliados lucharán por mantener intacto el único camino para cruzar el río.

## Reparto
| Actor                | Personaje                  |
| -------------------- | -------------------------- |
| George Segal         | Teniente Phil Hartman      |
| Robert Vaughn        | Mayor Paul Krueger         |
| Ben Gazzara          | Sargento Angelo            |
| Bradford Dillman     | Mayor Barnes               |
| E. G. Marshall       | General de brigada Shinner |
| Peter van Eyck       | General von Brock          |
| Hans Christian Blech | Capitán Carl Schmidt       |
| Heinz Reincke        | Holzgang                   |
| Joachim Hansen       | Capitán Otto Baumann       |
| Sonja Ziemann        | Greta Holzgang             |

## Producción

### Preproducción
Para hacerla se buscó durante seis meses un puente que se pareciese al puente de Remagen, ya que ese puente fue destruido junto antes del final de la Segunda Guerra Mundial.
Se encontró ese puente en Checoslovaquia en el río Moldava, cerca de la ciudad de Davle. Por eso se decidió filmarlo allí después de que Checoslovaquia les concediese el permiso de hacerlo en su país. Además, los gobiernos checoslovaco y austriaco les proporcionaron armamento estadounidense de esa época para que se pudiese hacer el filme, mientras que Checoslovaquia también les dio actores para que pudiesen interpretar a soldados estadounidenses. Finalmente, aparte de la decisión de filmar en Praga para hacer las escenas de los enfrentamientos, se decidió utilizar la ciudad de Most, donde ya su parte antigua había sido demolida para extraer allí lignito, en tanto que las escenas interiores serían hechas en los estudios Barrandov de Praga.

### Rodaje
Una vez preparado todo, empezó el rodaje allí el 3 de junio de 1968. Sin embargo, dos  meses después aparecieron problemas para hacer el largometraje a causa de la reacción del bloque soviético con motivo de la Primavera de Praga de 1968, en la que, entre otras cosas, se acusaba a los creadores del filme de ser una tapadera de la CIA en apoyo al líder Alexander Dubček. Por último, cuando las tropas del pacto de Varsovia entraron en Checoslovaquia, los productores no tuvieron otra opción que sacar al equipo del país y hacer la película en otra parte. Desde entonces se hicieron los interiores de la película en Hamburgo, Alemania Occidental, y los exteriores en Castel Gandolfo, Italia. De esa manera terminó la filmación el 20 de noviembre de 1968. Luego se estrenó el 25 de junio de 1969.

## Recepción
Hoy en día la película ha sido valorada en portales cinematográficos y por los críticos profesionales. En IMDb, por ejemplo, con aproximadamente 11 000 votos registrados, el largometraje obtiene una media ponderada de 6,7 sobre 10. En cuanto a Rotten Tomatoes, los más de 2500 votos registrados le dieron allí una valoración media de 3,5 de 5, mientras que el 20 % de los 5 críticos profesionales registrados allí le dieron una valoración positiva. Adicionalmente cabe destacar, que en La Vanguardia, el 66 % de los usuarios registrados en ese periódico le dan una valoración positiva al filme.